# Kostel svatého Filipa a Jakuba (Olomouc)
Kostel svatého Filipa a Jakuba v Olomouci je římskokatolický chrám nacházející se v Dolní novosadské ulici v městské části Nové Sady. Postaven byl v pozdně barokním slohu v 2. polovině 18. století.

## Historie
Původně samostatná obec Nové Sady byla před obléháním Olomouce Prusy roku 1758 srovnána se zemí, aby se pruská vojska neměla kde skrývat. Po válce byla obec obnovena ve větší vzdálenosti od města a současně bylo rozhodnuto o stavbě nového kostela náhradou za zbořenou kapli Nejsvětější Trojice (Kostelíček).
Stavba byla zahájena roku 1768. Autorem návrhu byl pravděpodobně olomoucký stavitel Václav Beda. Roku 1770 byla v ještě nedostavěném chrámu sloužena první mše a na přání farníků byl kostel zasvěcen Filipu a Jakubovi. Prvním knězem byl jmenován Josef Thom. K zastřešení budovy došlo roku 1773 a o dva roky později byla stavba dokončena. Věž byla zakončena a zastřešena pouze provizorně. Hranolová špice věže byla nasazena až roku 1892.
Do kostela byl přenesen mobiliář z jiných kostelů. Hlavní oltář je ze zrušeného kostela Panny Marie na Předhradí, křtitelnice z kostela sv. Mořice, kazatelna z kostela v Dubu, boční oltáře z kartuziánského kláštera a varhany z klášterního kostela sv. Kláry (dnes museum).

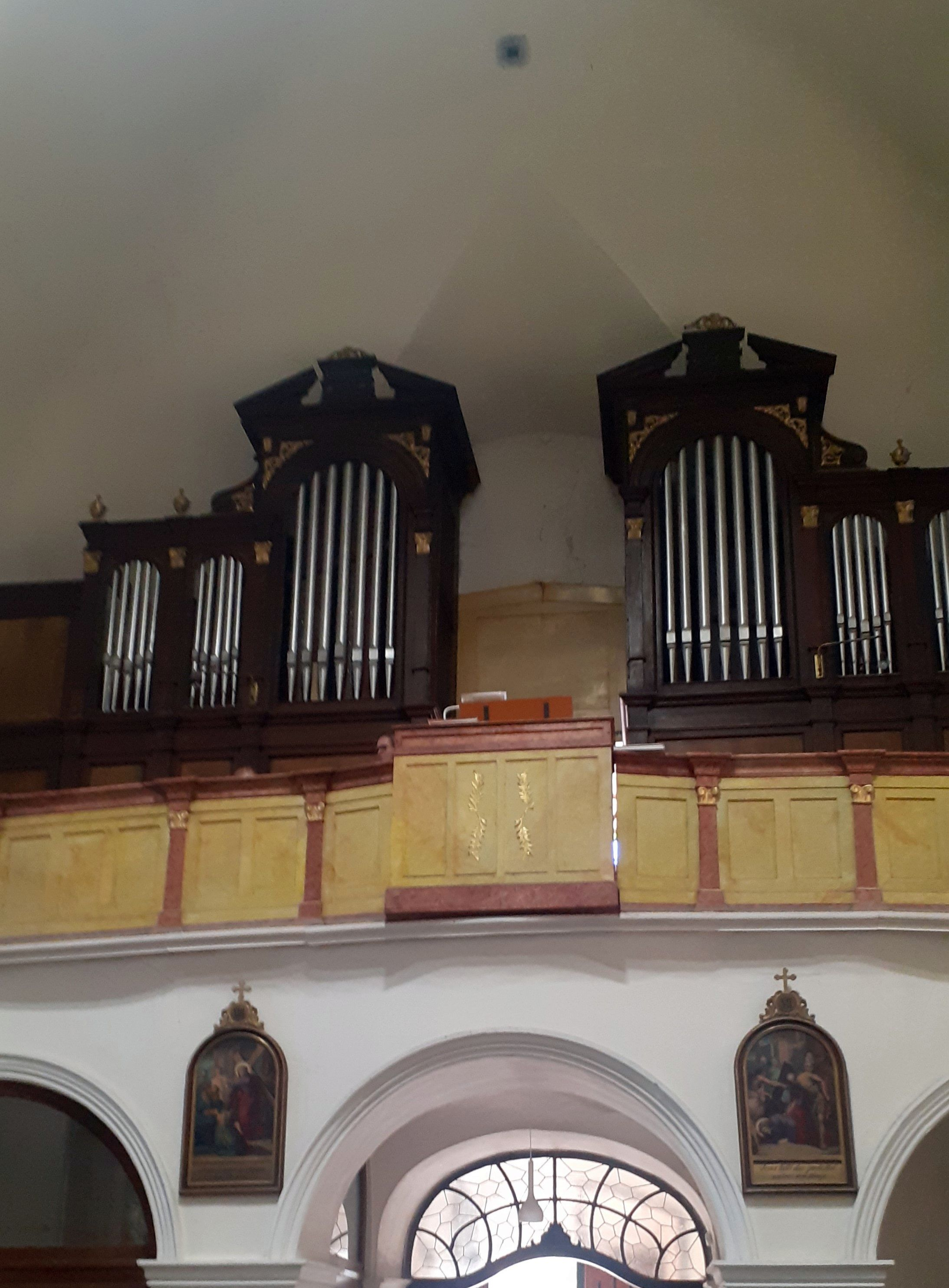
Varhany na kůru kostela sv. Filipa a Jakuba

V roce 1874 byly v kostele instalovány nové varhany vyrobené firmou bratří Riegrů z Krnova, které nahradily původní nástroj, zničený neodbornou opravou. Patří k nejstarším výrobkům této firmy na Moravě. V roce 2015 byly na kůru umístěny také náhradní elektrické varhany. 
Na financování výstavby se podíleli i místní občané. Olomoucká měšťanka Susanne Sagelmayerová nechala před kostel zhotovit sousoší Ukřižování, které bylo posvěceno roku 1834. V roce 1860 byl kostel povýšen na farní. 
Po stranách kostela byl roku 1770 založen hřbitov, který byl roku 1914 zrušen a prostor byl upraven výsadbou stromů. Nový hřbitov je situován za kostelem a jeho součástí je památkově chráněná hrobka manželů Brďkových z počátku 20. století. V popředí po straně kostela se pod stromy nachází památník obětem první světové války.
Ke 150. výročí dokončení stavby se v říjnu 1925 konala velká slavnost a u této příležitosti byly posvěceny dva nové zvony od firmy Herold z Chomutova jako náhrada za zvony rekvírované během první světové války. I ty byly v další světové válce odvezeny. 
Kostel prošel v průběhu let několika opravami, které měly především odvést vlhkost a odstranit trhliny ve zdivu, způsobené změnami v podloží v souvislosti s častými záplavami z nedaleké řeky Moravy. V roce 2007 byla vyměněna střešní a trámová konstrukce a opraven sanktusník s makovicí, do které byla vložena schránka s dobovými předměty a dokumenty.

## Popis
Kostel je jednoduchá jednolodní stavba zakončená půlkruhovým presbytářem. V průčelí je hranolová věž s jehlanovitou střechou, vsazená do střechy kostela. V jejím hřebeni je nad presbytářem sanktusník. Po obvodu lodi jsou malá okna se segmentovými záklenky. K presbytáři byla přistavěna nízká obdélná sakristie s oratoří. Ve věži kostela je zavěšen velký památný zvon sv. Blažej od olomouckého zvonaře Franze Illenfelda z roku 1547 a menší Mariánský zvon z roku 1918. 

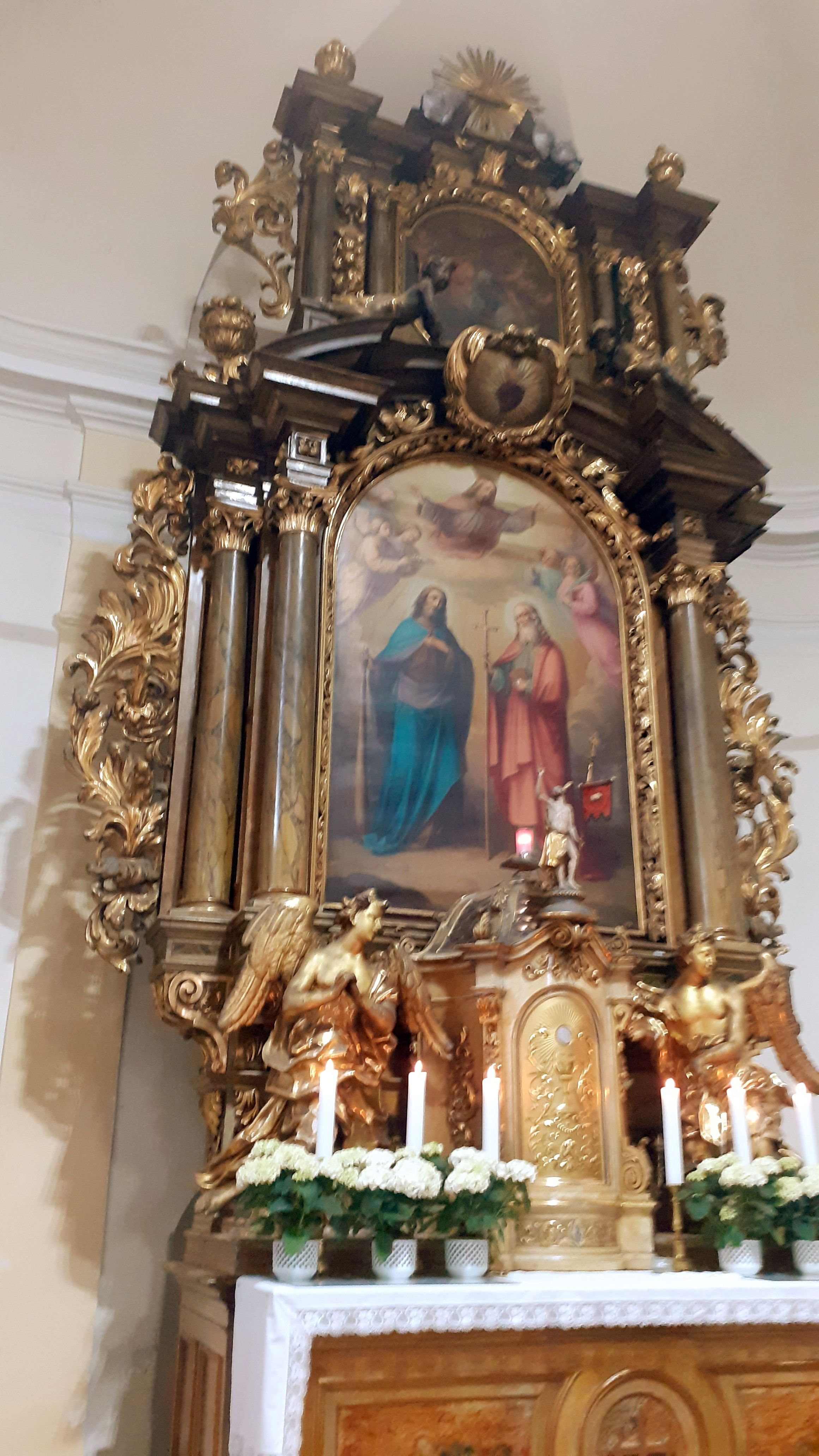
Hlavní oltář

Strop lodi zdobí osm freskových medailonů z roku 1901 s motivy Boha Otce, Syna a ducha Svatého, Beránka s pečetěmi a Čtyř evangelistů. Na vitrážích na levé straně lodi jsou postavy sv. Rosalie a sv. Františka Saleského se sv. Aloisem, vpravo pak sv. Jan Sarkander a sv. Cyril a Metoděj. 
Hlavní oltář se skládá z hranolové menzy se svatostánkem mezi dvěma soškami andělů. V retabulu je mezi dvojicí sloupů umístěn obraz s postavami sv. Filipa a Jakuba. Autor obrazu a doba jeho vzniku nejsou známy. V akantové kartuši nad ním je obraz Božského srdce páně a v oltářní nástavbě pak obraz s motivem Povýšení svatého kříže. Vrchol oltáře tvoří symbol Božího oka. Nalevo od hlavního oltáře je v presbytáři na stěně zavěšena kopie gotického obrazu Novosadského ukřižování, jehož originál byl v roce 1935 prodán Národní galerii.
Boční oltář sv. Anny na epištolní (pravé) straně zdobí obraz Panny Marie od Antonína Lublinského z 2. poloviny 17. století. Na protějším oltáři, zasvěceném sv. Josefovi, se nachází obraz Piety z 18. století. V zadní části kostela je na pravé straně oltář sv. Vincence Ferrerského s obrazem světce, který namaloval Josef František Pilz v roce 1777. Na oltářní menze sem byla v roce 2010 umístěna kopie sošky Pražského Jezulátka. Na protější straně lodi je křídlový oltář sv. Josefa z konce 19. století.
Na pravé straně u vchodu se nachází kaple Nejsvětější Trojice, na oltářní menze stojí socha sv. Terezie z Lisieux. Při vstupu do kaple je ve zdi vsazena pamětní deska novosadského rodáka P. Pia Parsche, řeholníka augustiniánského kláštera v Klosterneuburgu, významného zástupce liturgického hnutí 1. poloviny 20. století. 